# Korkud
Abu l-Khayr Muhammad Korkud ibn Bayazid (Amasya, 1470 - Egrigöz, 1513) fou un príncep otomà fill gran de Baiazet II, sultà durant 17 dies. Fou poeta i músic (tocava diversos instruments) i va deixar diverses glosses escrites.
Educat a palau sota vigilància del seu avi Mehmet II, a la mort d'aquest el 1481 fou proclamat sultà pels geníssers i ho va ser durant 17 dies (3 de maig a 19 de maig de 1481) fins que el seu pare va arribar d'Amasya per assolir el poder. El seu pare el va enviar com a governador a Amasya i després a Sarukhan (1491). Va demanar el govern de Pèrgam en comptes de Manisa però el seu pare no va accedir i fou enviat a Tekeoğulları i Antalya (1502); poc després (maig de 1503) se li van donar les rendes el sandjak d'Hamid i del zeamet de Lazkiye (Latakia).
El seu pare i el gran visir Hadim Ali Pasha entre altres personalitats, preferien Ahmet (germà de Korkud) com a hereu. Korkud se'n va adonar i es va retirar a la costa d'Antalya (maig de 1508). El govern li va elevar les rendes (novembre de 1508) i li va donar autorització per anar a fer el pelegrinatge; va marxar llavors cap a Egipte amb 50 homes i 81 esclaus (maig de 1509) amb 5 vaixells, i va arribar a Damiata el dia 24 i després al Caire el dia 29, però no es va sentir ben acollit pel sultà mameluc tot i que algunes cartes diuen que el sultà es mostrava feliç de rebre'l. Al cap d'un mes va tornar a Istanbul amb la promesa de recuperar les seves funcions.
A la tornada fou atacat a la costa de Teke pels cavallers de Rodes i finalment el gener de 1511 va poder arribar a Antalya. Llavors es va posar malalt; aviat va saber que el seu germà Selim, revoltat, havia estat nomenat governador a Semèndria pel seu pare, i va deixar Antalya per anar a Sarukhan (març de 1511). La seva sortida sobtada de la província de Teke va provocar un aixecament xiïta dirigit per Shah Kuli, que va haver de ser reprimit pel gran visir Hadim Ali Pasha.
Korkud es va establir a Manisa (capital de Sarukhan) i va escriure a Selim per advertir-lo de no actuar precipitadament i al mateix temps intentava controlar els moviments del seu germà Ahmet que també ambicionada la successió. Els alts dignataris que sabien que Baiazet pretenia proclamar hereu Selim, van convidar a Korkud a anar a Istanbul, on va arribar d'incògnit; va intentar un cop d'estat amb suport dels geníssers, però aquests preferien a Selim. Aquest darrer va arribar a Istanbul el 19 d'abril de 1512 per anticipar-se a Ahmet i en abdicar el seu pare va pujar al tron (25 d'abril de 1512). Llavors va confiar el govern a Korkud que va demanar a més els sandjaks d'Aydın, Manisa i Tekeoğulları. Quan Korkud va ser a palau a Manisa, Selim, que el veia com una amenaça, es va dirigir allí i va assaltar el palau. Korkud va poder fugir disfressat però traït pel governador de Teke, Kasim Beg, fou agafat prop d'Antalya. En el camí que el portava a Bursa, a Egrigöz (al sud de Bursa i a l'oest de Kutahya), els homes de Sinan Beg (que era kapidji bashi) el van estrangular mentre dormia.